# Perception (phénoménologie)
Pour les articles homonymes, voir Perception (homonymie).
Activité par laquelle un sujet prend conscience d'objets et de propriétés présents dans son environnement sur le fondement d'informations délivrées par les sens, la perception s'ouvre sur les choses et prétend découvrir en elles la « vérité en soi ». Le courant de la pensée phénoménologique au XXe siècle issu des travaux de Edmund Husserl cherche à dévoiler les présupposés et préjugés philosophiques sur lesquels s'appuyaient les réalistes comme les non réalistes dans leurs analyses. Ce courant préconise le retour aux « phénomènes ». « Le terme phénoménologie signifie étude des phénomènes, c'est-à-dire de cela qui apparaît à la conscience, de cela qui est « donné » écrit Jean-François Lyotard. Il s'agit d'explorer ce donné, la chose même, que l'on perçoit, à laquelle on pense, de laquelle on parle, en évitant de forger des hypothèses aussi bien sur le rapport qui lie le phénomène avec l'être de la chose, que sur le rapport qui lie le Je pour qui il est phénomène ». L'analyse déborde le donné objectif puisqu'il s'agit de dévoiler toutes les conditions de possibilité de son expérience. Elle a pour caractéristique de s'opposer tant aux thèses du positivisme et de l'empirisme qu'au psychologisme. À partir d'une critique de la métaphysique classique la « phénoménologie » prône le retour au concret.

## La rupture phénoménologique
Traditionnellement le rapport entre réalité et perception varie selon les écoles philosophiques : pour les courants dits « réaliste » « rationaliste » et « empiriste », « il y a » un monde objectif et « il y a » une perception subjective de ce monde objectif, que l’on peut partiellement atteindre par la raison ou par l’expérience. Descartes a approfondi la physiologie des sens au moyen de l'hypothèse mécaniste. Dans la tradition, la perception est un acte intentionnel qui se rapporte à un objet sous la forme d'une position spontanée. La perception  prétend placer quelque chose « en chair et en os » sous les yeux . Merleau-Ponty écrit dans son dernier ouvrage où il privilégie l'expression de « foi perceptive » en lieu et place du terme de perception. « La perception nous donne foi en un monde, en un système de faits naturels rigoureusement lié et continu, nous faisant croire que ce système pouvait s'incorporer toutes choses et jusqu'à la perception qui nous y a initiés ».,.À partir de cette conception, on comprend, écrit cet auteur, que « la réflexion ne croyait pas avoir à faire une généalogie de l'être et se contentait de rechercher les conditions qui le rendent possible ».
Pour le courant phénoménologique, il n’y a pas de « réalité » hors de sa construction par le sujet percevant. Découvrir cette vérité implique la passage par la « réduction phénoménologique ». La « réduction phénoménologique » ou Épochè en grec (ἐποχή / epokhế) consiste pour Edmund Husserl, à suspendre radicalement l'« approche naturelle » du monde, et à mener une lutte sans concession contre toutes les abstractions que la perception naturelle de l'objet présuppose ; cette suspension devant permettre  l'accès aux « choses mêmes », écrit Emmanuel Levinas. Cela suppose la mise de côté de certains présupposés que Maurice Merleau-Ponty dénombrait dans sa  Phénoménologie de la perception 
Ce que poursuit l'analyse phénoménologique, c'est moins la certitude à la manière cartésienne, que le chemin de l'évidence où l'objet se montre de soi-même, comme jaillissant de la conscience, parce que compris (démonté et reconstruit) par elle  . Comme le remarque le Husserl de la Krisis, dans la vie de conscience on ne trouve pas des « data-de-couleur », (des faits), des « data-de-son », des « data-de-sensation », mais on trouve ce que déjà Descartes découvrait, le cogito, avec ses cogitata, autrement dit l'intentionnalité, je vois un arbre, j'entends le bruissement des feuilles, c'est-à-dire, non un objet dans une conscience mais une « conscience de ». Toute conscience est « conscience de quelque chose ». Hubert Dreyfus  écrit « tel qu'utilisé par Franz Brentano et ensuite par Husserl, le terme « intentionnalité » définit le fait que des états mentaux, tels que percevoir, croire, désirer, craindre, et avoir une intention (pris au sens courant), se réfèrent toujours à quelque chose ». Pour Husserl, il s'agit de penser le « vécu de conscience » comme une intention, la visée d'un objet qui demeure transcendant à la conscience. Comme le souligne Renaud Barbaras « on a donc affaire ici à une classe de vécus caractérisés par ceci qu'ils visent un objet sur un mode qui leur est propre, qu'ils comportent en eux-mêmes  la relation à l'objet, c'est-à-dire qu'ils renferment intentionnellement l'objet [...] toute la difficulté est de penser cette relation ».
Dans cette conception il n'y a plus deux choses, une chose transcendante, l'objet réel, et une autre immanente à la conscience qui serait comme un objet mental, mais une seule et même chose, l'objet en tant qu'il est visé par la conscience. « D'un point de vue phénoménologique, il y a seulement l'acte et son « corrélat » intentionnel objectif ; « être objet n'est pas un caractère positif, ni une espèce particulière de contenu, cela désigne seulement le contenu comme corrélat intentionnel d'une représentation ». Le philosophe Jan Patočka élargit le propos en affirmant que « le rapport entre les actes intentionnels et leurs objets ne peut être reconverti à des relations eidétiques purement objectives » et que  toute relation aux autres ou au monde est de l’ordre d’une « visée » qui qualifie tout ce qui relève de la sensation, de la perception puis du jugement.
Il y a, dans le concept d'« intentionnalité », l'idée d'un fléchage vers un objet transcendant. Husserl s'inscrit dans l'interprétation traditionnelle comme quoi la théorie précède la pratique et que la perception et l'action impliquent l'activité mentale. Hubert Dreyfus relève, sur ce sujet, l'opposition entre Husserl et Heidegger. Pour ce dernier « l'activité pratique corporelle est le mode fondamental par lequel le sujet prête sens aux objets (avant théorisation) [...]  l'action et la manipulation d'outils ayant déjà une signification dans un monde structuré en termes de finalité ».
Pour comprendre le slogan fondateur du courant phénoménologique, « retour aux choses mêmes », il faut d'abord saisir formellement le concept de « chose ». « Tout ce qui se manifeste en soi-même, qu'il s'agisse d'un étant réel ou idéal, d'un horizon, d'un sens, d'un renvoi de sens, du néant, etc. peut être chose au sens de la maxime de recherche phénoménologique ».
Parallèlement, l'idée husserlienne de constitution, implique une nouvelle approche du concept de « vérité ». Jean-François Lyotard, en résume les conditions. La vérité ne peut plus être, en phénoménologie, l'adéquation de la pensée avec son objet, ni se définir comme un ensemble de conditions a priori . La vérité ne peut être définie que comme expérience vécue : c'est-à-dire par ce que l'on entend par l'« évidence apodictique ». L'époché  remplace la certitude absolue mais naïve dans l'existence du monde par une démarche qui consiste à porter l'évidence pas à pas jusqu'à son « remplissement » c'est-à-dire, l'idée de fondation absolue Jean-François Lyotard.D'autre part, écrit Jean-François Lyotard « Dans tout jugement est inclus, l'idéal d'un jugement absolument fondé [...] Le critère d'une fondation absolue est son accessibilité totale [...] Il y a évidence quand l'objet est non seulement visé mais donné comme tel [...] l'évidence étant la présence en personne, elle ne relève pas du subjectivisme [...] Pour la phénoménologie, l'évidence n'est pas une simple forme de la connaissance, mais le lieu de la présence de l'être ».

## Perception chez Husserl
Toute relation aux autres ou au monde est de l’ordre d’une visée qui embrasse « tout ce qui relève de la sensation, de la perception puis du jugement.  Les actes sensitifs, perceptifs et prédicatifs sont des visées sur le monde. Husserl va nommer la visée proprement dite qu’exerce notre subjectivité « noèse »tandis que le contenu qui en est le corrélat est appelé « noème » ».
Dans la perception d'un objet singulier, Husserl parle d'une révélation fragmentaire et progressive de la chose. Le sens d'une chose naturelle, par exemple, cet arbre-là, ne m'est pas donné d'un seul coup, mais dans et par un flot incessant d'esquisses, de silhouettes qui dégagent progressivement un « même » à travers des modifications incessantes. La perception ne voit jamais qu'une des faces de la chose, les autres étant suggérées, si bien que la chose, qui émerge à travers des retouches sans fin, ne peut jamais m'être donnée d'une manière absolue. Renaud Barbaras précise :  « Cette inadéquation ne désigne pas un caractère de la connaissance mais une propriété de l' être même la chose, c'est-à-dire de son mode de donation ».
Cela tient à l'essence même de la conscience empirique qu'une chose  se confirme sous toutes ses faces, continuellement en elle-même de manière à ne former « qu'une unique perception à travers un divers d'apparences et d'esquisses [...]. Toute détermination comporte son système d'esquisses [...] au regard de la conscience qui la saisit et qui unit synthétiquement le souvenir et la nouvelle perception ».Nous ne percevons à proprement parler que des aspects des choses, les « esquisses », se succédant à l'infini et requérant une loi pour les unifier. C'est parce que la « sensation » est animée d'une visée intentionnelle que cette unification peut s'opèrer. Par exemple, nous ne nous contentons pas d'appréhender un dos ou un profil lorsque nous observons une personne, mais nous nous attendons à ce que les caractéristiques qui sont masquées pour la perception puissent être données, et l'intentionnalité fournit à la fois une loi qui unifie les esquisses données et celles auxquelles nous nous attendons naturellement. « Ainsi, l'intentionnalité implique, dans sa prestation « objectivante » et « identifiante », une construction de l'identité objective »,.
.Ce perçu est, par hypothèse, toujours susceptible d'une détermination nouvelle, c'est pourquoi Husserl parle du caractère « inadéquat » de la perception. L'inadéquation que Husserl observe dans le phénomène de la perception « ne désignerait pas un caractère de la connaissance mais une propriété de l'être même de la chose, c'est-à-dire de son mode de donation » écrit Renaud Barbaras . Paul Ricœur , remarque l'analyse par « esquisses » et « profils » « qui a un grand intérêt en elle-même, a une portée philosophique considérable : elle est une étape de la réintégration du monde dans la conscience ; il faut défaire l'objet en « profils », en « modes » variables d'apparaître, pour en ruiner le prestige » .
Le fait que dans la perception l'objet se découvre, se dévoile et me soit donné implique, selon Husserl, l'existence d'un sol fondateur universel de croyance au monde que présuppose toute pratique. Husserl écrit « le monde, qui est présent à la conscience comme horizon, a dans la validité continue de son être le caractère général subjectif de la fiabilité, car il est un horizon d'étants connus en général, mais par là même inconnu  dans ce qui relève des particularités individuelles [...] le sens d'être général du monde est un invariant et la certitude du monde est inaltérable ». Merleau-Ponty écrit dans un passage de sa Phénoménologie « il y a certitude absolue du monde en général, mais d'aucune chose en particulier », citations par Étienne Bimbenet.
Dans la Krisis, il fait le constat que : « dans toute perception de chose est impliqué un horizon entier de modes d'apparition et de synthèses de validation non-actuelles et cependant co-fonctionnantes ». Outre le jeu des corrélations dans le phénomène de toute perception individuelle Husserl défend l'idée d'un « a priori universel » entre les modes d'apparaître de tous les « étants » d'un même monde subjectif. Deux thèses s'ensuivent :
1. -« Que telle chose se présente dans des données subjectives et dans telles données n'est pas seulement un fait mais une nécessité d'essence[26] [...] Cela signifie que tel étant ne peut pas être autrement que selon le mode sous lequel il se donne à une conscience; la scission classique de l'être et de l'apparence disparaît »[27],[N 5].
2. -Avec la négation de tout « en soi » et de toute réalité absolue, une position radicalement étrangère à la métaphysique traditionnelle est atteinte. « Corrélativement cela n'a plus de sens de se donner une conscience qui n'aurait affaire qu'à ses représentations, de telle sorte que la question du rapport à l'objet, de la valeur objective se poserait »[28].

Dans cet esprit, Heidegger montre à partir de l'expérience quotidienne « que notre rapport premier aux choses ne peut se résoudre à une simple perception, mais se donne toujours à travers une expérience vécue du monde ambiant toujours déjà doté de sens (exemple donné du pupitre dans une salle de cours). Ce qui fait sens est ce qui se donne à moi immédiatement sans aucun détour par lequel la pensée se saisirait de la chose », écrit Servanne Jollivet.

## Perception chez Merleau-Ponty
Merleau-Ponty parle, le plus souvent, en lieu et place de perception, de « foi perceptive » : « nous voyons les choses mêmes, le monde est cela que nous voyons : des formules de ce genre expriment une foi qui est commune à l’homme naturel et au philosophe dès qu’il ouvre les yeux, elles renvoient à une assise profonde d’opinions muettes impliquées dans notre vie ». « La foi perceptive enveloppe tout ce qui s'offre à l'homme naturel [...] qu'il s'agisse des choses perçues dans le sens ordinaire du mot ou de son initiation au passé, à l'imaginaire, au langage, à la vérité prédicative de la science, aux œuvres d'art, aux autres, ou à l'histoire ». Dans le Visible et l'Invisible Merleau-Ponty souligne la force de cette foi : « Parce que la perception nous donne foi en un monde, en un système de faits naturels rigoureusement lié et continu, nous avons cru que ce système pourrait s'incorporer toutes choses et jusqu'à la perception qui nous y a initiés ».
Pour Merleau-Ponty , dans la pensée duquel elle joue un rôle fondamental, la perception s'expérimente toujours dans un espace pré-organisé, familier faisant sens, elle n'est jamais la collecte de sensations isolées ; percevoir c'est percevoir un tout. Merleau-Ponty écrit « ce qui est donné, ce n'est pas la chose seule, mais l'expérience de la chose [...] Pour que nous percevions les choses, il faut que nous les vivions ». Comme le note Florence Caeymaex « même au niveau d’une description purement objective de la perception, on est obligé de reconnaître que s’annonce déjà, à travers l’organisation signifiante du perçu, à travers le fait que l’univers de la perception fait sens, quelque chose comme une conscience ». Florence Caeymaex remarque, pour autant, qu' il n'est nullement question ici de conscience au sens classique, l'activité signifiante est bel et bien corporelle, si bien qu’on ne saurait concevoir l’activité spécifique d’un corps sans des éléments de « conscience charnelle ». Toute perception de chose, le crayon au milieu de livres par exemple, possède une aire d'intuitions formant arrière-plan, qui est aussi « un vécu de conscience » autrement dit une conscience de tout ce qui réside dans l'arrière-plan. Ce qui est perçu « est pour une part traversé, pour une part environné par un « horizon » obscurément conscient de réalité indéterminée ».
Merleau-Ponty écrit « toute perception tactile, en même temps qu'elle s'ouvre sur une propriété objective, comporte une composante corporelle, et par exemple la localisation tactile d'un objet le met en place par rapport aux points cardinaux du « schéma corporel » ». C'est pourquoi la chose ne peut jamais être séparée de la personne qui la perçoit. Toutefois le philosophe, remarque « nous n'avons pas épuisé  le sens de la chose en la définissant comme le corrélatif du corps et de la vie ». En effet même si l'on ne peut concevoir la chose perçue sans quelqu'un qui la perçoive, il reste que la chose se présente à celui-là même qui la perçoit comme chose « en soi ». Le corps et le monde ne sont plus côte à côte, le corps assure « une fonction organique de connexion et de liaison, qui n’est pas le jugement, mais quelque chose d'immatériel qui permet l’unification des diverses données sensorielles, la synergie entre les différents organes du corps et la traduction du tactile dans le visuel [...] ; dès lors, Merleau-Ponty affronte le problème de l'articulation entre la structure du corps et la signification et la configuration du monde ».
« La chose n'est pas positive, elle n'existe que par ses « horizons » . Le « visible » est « inachevable » il n'y a pas de signification close » écrit Claude Lefort, dans son commentaire de Le Visible et l'Invisible . Merleau-Ponty distingue l'expressivité du corps et l'expressivité des choses. Comme il y a un système symbolique du corps, il y a aussi du fait qu'une chose ne peut être perçue qu'à travers et selon les choses qui l'entourent un système symbolique et charnel des choses, auquel mon regard doit se plier ; croire à la perception d'un objet dans une position absolue est la mort de la perception. Merleau-Ponty découvre dans la chose un pouvoir qui « provient d'une vie expressive qui ne fait que la traverser en la joignant aux autres choses » .
Dans la Phénoménologie de la perception, Merleau-Ponty fait de la « perception » à qui il attribue une certaine conscience, la modalité originaire de notre premier rapport au monde. Autrement dit pour lui, la perception est déjà en quelque sorte « conscience » et cette conscience reste néanmoins l'activité d'un corps. « Au niveau de la perception, âme et corps, esprit et matière ne peuvent être distingués. Il apparaît donc que le corps n’est pas simplement une chose parmi d’autres choses, ses liens avec le monde dépassent les liens de causalité pure et simple, le corps est déjà porteur d’esprit » écrit Florence Caeymaex.Cette conscience perspective qui se présente comme une conscience incarnée (le fait du corps) « de même essence que les choses avec lesquelles elle est en contact » va lui permettre de dépasser le dualisme cartésien de la chair et de l'esprit. Cette expérience perceptive est le fait du « Corps propre » note Florence Caeymaex. Dans le Visible et l'Invisible, son dernier ouvrage, Merleau-Ponty considère comme mythologique la « conscience de soi » car « la conscience n'est plus séparable d’une parole dont les pouvoirs de nomination ont pour assise la structure différentielle de la signification ».
« Le corps perçoit, mais il déploie aussi à l'avance le champ dans lequel une perception peut se produire » note Rudolf Bernet. La notion de « corps propre » (on parle aussi de corps-chair en référence à son être incarné dans le monde) est au départ, l'expression utilisée par les philosophes pour désigner le corps avec son caractère spécique comme appartenant à l'être « humain », par opposition au corps simplement envisagé sous un angle matériel. Notre corps nous l'expérimentons comme faisant partie de nous-même. On appelle corps à la fois ce que l'on peut percevoir et ce sans quoi on ne peut percevoir. En tant que je peux le percevoir, mon corps est une chose dans le monde : c’est le corps objectif ; en tant qu’il est condition de ma perception, je ne peux le percevoir : c’est le « corps phénoménal ».
L'espace est pré-constitué avant toute perception. En effet pour Merleau-Ponty, contrairement à la tradition, « l'orientation dans l'espace n'est pas un caractère contingent de l'objet mais le moyen par lequel je le reconnais et j'ai conscience de lui comme d'un objet [...]. Renverser un objet c'est lui ôter toute signification ». Il n'y a pas d'être qui ne soit situé et orienté, comme il n'y a pas de perception possible qui ne s'appuie sur une expérience antérieure d'orientation de l'espace. La première expérience est celle de notre corps dont toutes les autres vont utiliser les résultats acquis. « Il y a donc un autre sujet au-dessous de moi, pour qui un monde existe avant que je sois là et qui y marquait ma place » écrit Merleau-Ponty . « Le corps, le sujet corporel, est à l’origine de la spatialité, il est le principe de la perception ». Le corps n'intervient pas seulement pour garantir l'existence de l'espace, il ne fait pas que le fonder, « il en détermine aussi l’articulation et en institue la structure eidétique ». « Distances et directions dépendent du schéma corporel qui, seul, fonde l’orientation des objets du monde par rapport au sujet percevant (le corps est bel et bien « le pivot du monde… le terme inaperçu vers lequel tous les objets tournent leur face ) », écrit Pascal Dupond.
Alors que nos vues ne sont que des perspectives, Merleau-Ponty tente d'expliquer la perception de l'objet (qu'une table soit une table, toujours la même, que je touche et que je vois) dans son « aséité ». Il écarte le recours à la synthèse intellectuelle qui ne possède pas le secret de l'objet « pour confier cette synthèse au corps phénoménal [...] en tant qu'il projette autour de lui un certain milieu, que ses parties se connaissent dynamiquement l'une l'autre et que ses récepteurs se disposent de manière à rendre possible la perception de l'objet ». « Le schéma corporel est l’étalon de mesure des choses perçues, « invariant immédiatement donné par lequel les différentes tâches motrices sont instantanément transposables » »,
Pascal Dupond, résume la conception ultime de Merleau-Ponty « à la fin des années 1950, la perception n'est plus comprise comme relevant par essence d'un sujet, d'un cogito ou d'une intentionnalité, elle est un événement de l'être-même, de la chair du monde, que Merleau-Ponty appelle fission  ou déhiscence ».

## Perception de l'espace et du temps

### Perception du temps
Renaud Barbaras qui explore sur 25 pages (page 122 à 149) de son livre, la pensée complexe d'Husserl part du constat, que le temps ne peut être perçu en lui-même, il est toujours le temps d'un objet « il ne peut être séparé de ce qui dure, de sorte qu'une analyse phénoménologique qui voudrait saisir le temps apparaissant lui-même serait réduite au silence ».
En résumé, toute perception d'« objet temporel » , est accompagnée de la conscience d'une durée. L'« objet temporel » trouve son origine dans l'acte de perception et secondairement dans la remémoration et l'attente. Ainsi, remarque Husserl, « quand un son résonne, mon appréhension objectivante peut prendre pour objet le son qui dure et résonne là, et non pourtant la durée du son ou le son dans sa durée. Celui-ci comme tel est un objet temporel ». Dans un son qui dure n'est proprement « perçu » que le point de la durée caractérisé comme présent. De l'extension écoulée nous avons conscience dans des rétentions de parties de durée dont la clarté est déclinante au fur et à mesure de leur éloignement. De plus à cet obscurcissement correspond un raccourcissement de chaque maillon du son tombant dans le passé comme une espèce de perspective temporelle analogue à la perspective spatiale. C'est de ce phénomène d'appréhension des objets temporels que Husserl va tirer sa compréhension de ce qu'il appelle la « conscience constitutive du temps ».

### Perception de l'espace
Husserl s'interroge sur l'origine de notre perception de la spatialité. Il fait de la corrélation entre notre corps et la chose physique la source de notre compréhension de l'espace.
Merleau-Ponty écrit « l'expérience révèle sous l'espace objectif, dans lequel le corps finalement prend place, une spatialité primordiale dont la première n'est que l'enveloppe et qui se confond avec l'être même du corps ( d'où la notion de corps propre ou phénoménal ). Être corps, c'est être noué à un certain monde [...] notre corps n'est pas d'abord dans l'espace : il est à l'espace ». « Le corps, le sujet corporel, est à l’origine de la spatialité, il est le principe de la perception ». Le corps n'intervient pas seulement pour garantir l'existence de l'espace, il ne fait pas que le fonder, « il en détermine aussi l’articulation et en institue la structure eidétique [...] Distances et directions dépendent du schéma corporel qui, seul, fonde l’orientation des objets du monde par rapport au sujet percevant (le corps est bel et bien « le pivot du monde… le terme inaperçu vers lequel tous les objets tournent leur face ) », écrit Pascal Dupond.
Dans la pensée de Merleau-Ponty, les thèmes de l'accès au monde, de l'être-au-monde, et de la corporéité, se recoupent. L'être en soi et l'être pour soi peuvent être dépassés par une synthèse qui sera l'être-au-monde qui révèle que notre accès au monde se fait exactement de l'intérieur du monde. Une note dans Le Visible et l'Invisible, à propos de la perception du cube, affirme le caractère charnel du monde « Moi, ma vue, nous sommes pris avec lui dans le même monde charnel; ma vue mon corps émergent eux-mêmes du même être, qui est, entre autres choses cube ».
Il n'y a pas d'être qui ne soit situé et orienté, comme il n'y a pas de perception possible qui ne s'appuie sur une expérience antérieure d'orientation de l'espace. La première expérience est celle de notre corps dont toutes les autres vont utiliser les résultats acquis. « Il y a donc un autre sujet au-dessous de moi, pour qui un monde existe avant que je sois là et qui y marquait ma place » écrit Merleau-Ponty .